# 冷水镇 (宁远县)
冷水镇，是中华人民共和国湖南省永州市宁远县下辖的一个乡镇级行政单位。

## 历史沿革
2015年1月6日，将冷水镇的十里铺村划归到文庙街道。

## 行政区划
冷水镇下辖以下地区：
冷水铺村、金勾挂村、五马村、海江村、欧家村、沙洞村、李铭远村、锡海村、毛家村、唐家村、匡家村、卜家岭村、大屋地村、东山庙村、十里铺村、下岭村、宝山村、淌头村、百美村、三角砠村、庄屋村、翟家村、上胡家村、隔江村、寨村、下胡家村、东城铺村、于家村、鸡公寨村、夏壁村、培泽村、绵羊砠村、高壁村、堂屋村、油村口村、杨柳塘村、上茶村、桐子山村、神西村、神东村、油麻岭村、上山脚村、下山脚村、琴棋村、中源村、四方井村、上宜毛家村、上宜骆家村、甘石坝村、竹岭脚村、上冷水村、上宜村、云潭村、毛坪头村、旺溪村、奉佳山村、新张家村、石佳坪村、老张家村、大陂岭村、贺家村、梅翠村、盘市村、六十砠村、云峰村、下宜村和长冲村。
2015年1月6日调整后，下辖冷水铺村、欧家村、三角砠村、沙洞村、东山村、毛家村、五马村、百美村、淌头村、李铭远村、海江村、唐家村、大屋地村、下岭村、宝山村、卜家岭村、锡海村、匡家村、金钩挂村、云峰村、上宜村、上毛家村、骆家村、四方井村、甘石坝村、琴棋村、竹岭脚村、冷水村、中元村、上山脚村、下山脚村、油麻岭村、桐子山村、神东村、神西村、下宜村、长冲村、庄屋村、鸡公寨村、翟家村、夏壁村、东城铺村、寨村、高壁村、下胡家村、绵羊砠村、上茶村、隔江村、堂屋村、于家村、上胡家村、培泽村、油村口村、杨柳塘村、云潭村、六十砠村、贺家村、大陂岭村、老张家村、梅翠村、盘市村、毛坪头村、石佳坪村、新张家村、奉佳山村、旺溪村66个建制村。